# Aedeomyia catasticta
Aedeomyia catasticta es una especie de mosquito del género Aedeomyia, de la familia Culicidae, orden Diptera. Fue descrita por Knab en 1909.
Mide aproximadamente 3,5 mm de longitud y las alas 3 mm. Se distribuye por Australia, Indonesia, Tailandia, Papúa Nueva Guinea, Filipinas, Malasia y Fiyi.